# Сен-Тропе (кантон)
Сен-Тропе́ (фр. Saint-Tropez) — упразднённый кантон на юго-востоке Франции, в регионе Прованс — Альпы — Лазурный Берег (департамент — Вар, округ — Драгиньян).

## Состав кантона
До марта 2015 года включал в себя 7 коммун, площадь кантона — 162,62 км², население — 21 675 человек (2010), плотность населения — 133,29 чел/км².
| Коммуна                 | Французское название  | Площадь, км² | Население, чел. (2012) | Плотность, чел/км² |
| ----------------------- | --------------------- | ------------ | ---------------------- | ------------------ |
| Гасен                   | Gassin                | 24,74        | 2818                   | 114                |
| Кавалер-сюр-Мер         | Cavalaire-sur-Mer     | 16,74        | 7062                   | 422                |
| Ла-Круа-Вальме          | La Croix-Valmer       | 22,28        | 3509                   | 157                |
| Ла-Моль                 | La Môle               | 45,28        | 1198                   | 26                 |
| Райоль-Канадель-сюр-Мер | Rayol-Canadel-sur-Mer | 6,83         | 714                    | 105                |
| Раматюэль               | Ramatuelle            | 35,57        | 2126                   | 60                 |
| Сен-Тропе               | Saint-Tropez          | 11,18        | 44 052                 | 398                |

29 марта 2015 года кантон официально упразднён согласно директиве от 27 февраля 2014: 6 коммун вошли в состав вновь созданного кантона Сент-Максим, а коммуна Райоль-Канадель-сюр-Мер переподчинена кантону Ла-Кро (округ Тулон).